# Étoile FC Fréjus Saint-Raphaël
Étoile FC Fréjus Saint-Raphaël is een Franse voetbalclub uit Fréjus. De club ontstond op 2 juni 2009 door een fusie tussen ES Fréjus en Stade Raphaëlois. Dankzij een tweede plaats van Fréjus in de CFA kon de fusieclub starten in de Championnat National, de derde klasse. In 2012/13 had de club lange tijd uitzicht op promotie, maar door een nederlaag op de laatste speeldag tegen Red Star Paris sprong CA Bastia in extremis over de club naar de derde plaats. In 2016 degradeerde de club.

## Eindklasseringen
| Seizoen   | №  | Clubs | Divisie                        | WG | W  | G  | V  | Saldo | Punten | Tsch  |
| --------- | -- | ----- | ------------------------------ | -- | -- | -- | -- | ----- | ------ | ----- |
| 2009–2010 | 8  | 20    | Championnat National           | 38 | 14 | 12 | 12 | 44–34 | 54     | 1.787 |
| 2010–2011 | 6  | 21    | Championnat National           | 40 | 19 | 10 | 11 | 56–41 | 67     | 1.433 |
| 2011–2012 | 9  | 20    | Championnat National           | 38 | 15 | 6  | 17 | 50–58 | 51     | 1.540 |
| 2012–2013 | 4  | 20    | Championnat National           | 38 | 16 | 12 | 10 | 52–43 | 60     | 1.368 |
| 2013–2014 | 10 | 20    | Championnat National           | 38 | 12 | 10 | 12 | 35–35 | 46     | 1.012 |
| 2014–2015 | 8  | 18    | Championnat National           | 34 | 12 | 13 | 9  | 42–38 | 49     | 946   |
| 2015–2016 | 18 | 18    | Championnat National           | 34 | 4  | 15 | 15 | 22–44 | 27     | 839   |
| 2016–2017 | 3  | 16    | Championnat National 2 Groep D | 30 | 15 | 6  | 9  | 46-31 | 51     |       |
| 2017–2018 | 5  | 16    | Championnat National 2 Groep A | 30 | 14 | 7  | 9  | 41-32 | 49     |       |
| 2018–2019 | 2  | 16    | Championnat National 2 Groep A | 30 | 17 | 6  | 7  | 51-38 | 57     |       |
| 2019–2020 | 7  | 16    | Championnat National 2 Groep A | 21 | 6  | 9  | 6  | 21-22 | 27     |       |

## Bekende (ex-)spelers
- Layvin Kurzawa
- Andréa Mbuyi-Mutombo
- Dado Pršo
- Adil Rami